# Financialisering
Financialisering is het toenemen van de invloed van financiële markten, financiële instellingen en financiële elites op economische beleid en economische resultaten. Door financialisering verandert een economisch systeem en groeit het belang van de financiële economie ten opzichte van de reële economie. Waarde van goederen worden daarbij steeds meer uitgedrukt in financiële producten en de derivaten daarvan. Doorheen de geschiedenis van het kapitalisme zijn periodes van financialisering te ontdekken, waarvan de recentste begon in de jaren 70/80 en tot heden voortduurt.

## Geschiedenis

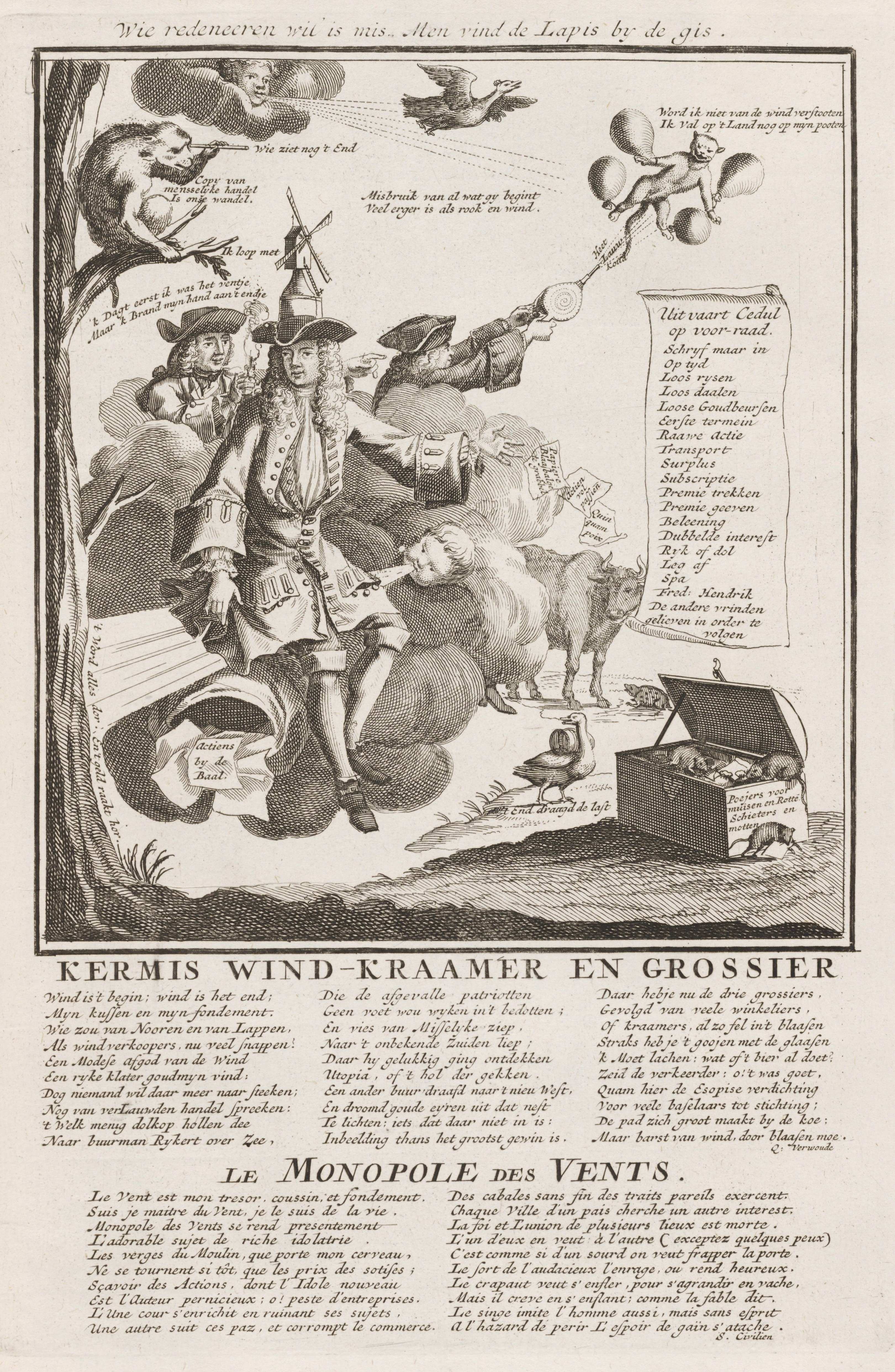
Windhandelaren: spotprent op John Laws speculatieve zeepbel in Frankrijk, die in 1720 barstte. Veel van het in de zeepbel opgehoopte kapitaal vloeide naar de Nederlanden.

De Franse historicus Braudel wijst vroege voorkomens van financialisering aan in het Italië van de 15e eeuw, opnieuw Italië ca. 1560-1630, en in de Nederlandse Republiek vanaf ca. 1740. In alle drie de gevallen is het patroon dat, na een periode van grote economische groei, handelsnaties (zoals Genua of de Republiek) zich uit de handel terugtrekken, zich op het bankieren gaan toeleggen en vanuit die positie een sturende rol in de internationale economie aannemen. In het industriële tijdperk doet zich een nieuwe golf van financialisering voor in het Verenigd Koninkrijk, tijdens en na de Grote Depressie (1873-1896) die grote hoeveelheden geldkapitaal overtollig had gemaakt.
Volgens Braudel en zijn navolger Arrighi is financialisering een terugkerend fenomeen, dat telkens de "herfst" van een cyclus in het wereld-systeem aanduidt, het einde van een periode van ontwikkeling. Zulke cycli beginnen steeds met een expansie van de materiële productie (de "reële economie") in de centra van de wereldeconomie, tot die centra dermate veel kapitaal opeengehoopt hebben dat de winstmarges onder druk komen te staan door overaanbod. De concurrentiestrijd verhardt, eerst tussen kapitaalbezitters onderling, daarna tussen staten die elk het financiële kapitaal binnen de eigen grenzen willen hebben. De staten vertragen het optreden van een crisis door schulden aan te gaan, zodat er steeds een periode van ruim een halve eeuw ligt tussen de signaalcrisis die de financialisering inluidt en de eindcrisis, waarbij het centrum van de wereldeconomie naar een andere locatie verhuist.

## Huidige tijd
De meest recente golf van financialisering begon sluipenderwijs in de jaren 70 en nam vooral een vlucht vanaf de jaren tachtig. Koploper waren aanvankelijk de Verenigde Staten, later ook het Verenigd Koninkrijk. Als belangrijk keerpunt in de ontwikkeling wordt wel de deregulering van de financiële markten in de City of London beschouwd, de Big Bang van 1986.
De jaren zeventig zagen twee oliecrises met scherpe stijging van de olieprijzen. De economische groei nam af, terwijl werkloosheid en inflatie stegen. Enkele landen reageerden met een liberalisering van de vermogensmarkt. Deregulering in combinatie met vernieuwingen op het vlak van informatietechnologie maakte het steeds eenvoudiger om enorme bedragen binnen de kortste keren over de wereld te verschuiven op zoek naar het hoogste rendement (het zgn. flitskapitaal). Door financiële innovatie werden steeds meer onderdelen uit de reële economie omgezet in financiële producten en het werd makkelijker geld te verdienen op de financiële markten dan in de industriële economie.
Waar het overgrote deel van het kapitaal in de periode 1870-1914, het liberale tijdperk, bestond uit langetermijninvesteringen, gold dat door deze financialisering er in toenemende mate sprake was van investeringen voor de korte termijn. De handel in buitenlandse valuta nam dusdanig grote vormen aan dat in de jaren negentig elke week voor bedragen werd gehandeld die gelijk waren aan het bruto nationaal product van de Verenigde Staten. Doordat kapitaal zich zo snel kon verplaatsen, was er voor kleinere landen nog maar weinig ruimte voor een monetair beleid om de economie te sturen. Te grote afwijkingen hadden direct invloed op de wisselkoers en obligatienoteringen. In grotere landen had het tot op zekere hoogte een dempend effect op de inflatie, maar in kleinere landen kon het versterkend werken. Voor hen die over kapitaal konden beschikken, namen de kansen toe, maar zij die slechts arbeid aan konden bieden, hadden een kleinere kans op welvaartsstijging. Welvaart volgt dan ook niet meer de normale verdeling zoals in vroege samenlevingen, maar de Pareto-verdeling waarbij grote uitschieters voorkomen die niet gerelateerd zijn aan de mate van inspanning die ervoor geleverd is.